# Récourt
Récourt – miejscowość i gmina we Francji, w regionie Hauts-de-France, w departamencie Pas-de-Calais.
Według danych na rok 1990 gminę zamieszkiwało 199 osób, a gęstość zaludnienia wynosiła 60 osób/km² (wśród 1549 gmin regionu Nord-Pas-de-Calais Récourt plasuje się na 1015. miejscu pod względem liczby ludności, natomiast pod względem powierzchni na miejscu 818.).